# Весич, Владимир Александрович

В.А. Весич в годы армейской службы

Владимир Александрович Весич (укр. Весич Володимир Олександрович)  (1886, Полтава – после 1939) — советский педагог, педагог Полтавской и Харьковской трудовой колонии им. М. Горького, сотрудник А. С. Макаренко, прототип П. И. Журбина в «Педагогической поэме».

## Биография
Владимир Весич родился в семье чиновника (отец, Александр Александрович Весич, в начале 20-го века работал бухгалтером Полтавской городской управы, был членом правлений Экономического союза полтавских чиновников и Союза любителей охоты, а также казначеем полтавского Собрания чиновников. 
Окончил Петровский полтавский кадетский корпус (1907), Киевское военное училище (1909), и в чине подпоручика получил направление в 46-й пехотный Азовский полк, размещавшийся в городе Староконстантинове Волынской губернии. После нескольких лет службы уже в чине поручика был переведён в Полтаву в 34-й пехотный Севский полк (01.03.1914), в составе которого с началом Первой мировой войны участвовал в боевых действиях. Во время боёв на землях современной Польши получил ранения (май 1915). 
В годы Гражданской войны в России в чине штабс-капитана  служил в армии УНР, попал в плен к Красной Армии, и с 1920 находился на особом учёте органов ГПУ. В начале 1920-х служил в Красной Армии на командных должностях.
В колонии имени М. Горького работал с 1 августа 1923 года, исполняя обязанности заместителя заведующего и воспитателя. В первый год своей работы единственный из числа педагогического персонала 2-го отделения колонии (Ковалевская усадьба) получил от А. С. Макаренко оценку “достаточно удовлетворительно”. Своими профессиональными способностями заслужил авторитет в глазах А. Макаренко, который  доверял ему руководство колонией во время своего отсутствия. Был одним из четырёх воспитателей в составе “первого эшелона” представителей Горьковской колонии в Куряже и вместе с А. С. Макаренко и другими подписал первое письмо к М. Горькому с нового места.
После увольнения А. С. Макаренко из колонии летом 1928 года оставался на своей должности при трёх его преемниках, пытаясь приостановить деградацию учреждения, о чём Макаренко сообщал М. Горькому 22 ноября 1928 года: “Колония пока что держится благодаря нечеловеческим усилиям Весича”. В это время получил известность в педагогических кругах Харькова и Народного комиссариата образования УССР как один из способнейших работников детских домов. А. С. Макаренко считал Весича “сильным, дисциплинированным и способным работником” колонии и с первых месяцев существования Детской трудовой коммуны НКВД УССР имени Ф. Дзержинского пытался перевести его туда, но встретил сопротивление Харьковского окружного отдела народного образования.
В конце 1930 года после специальной подготовки направлен в коммуну (при непосредственном содействии А. С. Макаренко) отделом кадров Высшего совета народного хозяйства УССР на должность учителя физики. Но кандидатура Весича встретила категорические возражения Правления коммуны в связи с его антибольшевистским прошлым. В письме к секретарю Правления М. М. Букшпану (29 декабря 1930) А. С. Макаренко сделал попытку защитить Весича от увольнения, утверждая, что работников, равных ему “удаётся получить раз в 5 лет”, и характеризуя его как “умного, такого, что умеет прекрасно ладить с ребятами и держать их в руках, много грамотного и работоспособного”. 
Несмотря на доводы А. С. Макаренко, 31 декабря 1930 года М. М. Букшпан оставил на письме резолюцию: “Тов. Макаренко. Всё же бывшие белые и петлюровцы в нашей коммуне в коем случае работать не могут. Весича немедленно освободите”. Вследствие этого приказом по коммуне Весич и его жена (бухгалтер коммуны) были уволены (4 января 1931). По сведениям Ґ. Хиллига, Весич позже был репрессирован (год приговора 1939).